# Lago di Zumpango
Il lago di Zumpango è un lago situato in Messico. Si trova a un'altitudine di 2500 m s.l.m. e ha una superficie di 90 km². La città di Zumpango de Ocampo e San Juan Zitlaltepec, si trova sulla sua sponda sud-ovest.